# Jeanis Colzani
Jeanis Cristina Colzani (Rolim de Moura, RO 07/08/1985 - Joinville, SC 17/11/2024) foi uma carateca brasileira.

## Trajetória esportiva
Com apenas um ano de idade, Jeanis veio morar em Joinville, e iniciou no esporte em 1997, aos 12 anos, quando se matriculou em uma escola de caratê no bairro Aventureiro.
No primeiro ano já foi campeã catarinense, e começou a se destacar. Em 1999 passou a treinar com o técnico Mário Alves e foi aí que conseguiu a primeira convocação para a seleção brasileira que disputaria o Pan-Americano Juvenil, em São Paulo. Para que ela pudesse competir, seu pai teve que vender o carro para custear a viagem. Mesmo indo mal ela continuou treinando. Porém a falta de recursos e de patrocínio fez com que ela ficasse três anos sem competir pela seleção, já que os custos para representar o Brasil vêm dos próprios atletas. Em 2003, numa parceira com a Fundação de Esportes, Lazer e Eventos de Joinville (Felej), ela voltou à seleção conquistando diversas medalhas em competições internacionais, entre elas a medalha de prata no Open de Milão, na Itália, e medalha de bronze no Open de Istambul, na Turquia.
Representou o Brasil nos Jogos Pan-Americanos de 2011 e no World Combat Games de 2010, onde conquistou a medalha de prata com a segunda colocação na categoria +68Kg.
A Federação Catarinense de Karatê (FCK) informou seu falecimento, que ocorreu no dia 17 de novembro de 2024. A causa da morte não foi divulgada. Jeanis tinha 39 anos. 